# Catharsius mossambicanus
Catharsius mossambicanus är en skalbaggsart som beskrevs av Ferreira 1960. Catharsius mossambicanus ingår i släktet Catharsius och familjen bladhorningar. Inga underarter finns listade.